# Richard Frevel
Richard Hans Frevel (* 12. Dezember 1960 in Köln) ist ein Generalmajor außer Dienst der Luftwaffe der Bundeswehr. Er war bis zum 31. März 2025 Stellvertreter des Kommandierenden Generals und Chef des Stabes im Luftwaffentruppenkommando sowie Standortältester des Standortes Köln.

## Militärische Laufbahn

### Ausbildung und erste Verwendungen
Frevel trat im Juli 1980 als Offizieranwärter in die Luftwaffe ein und absolvierte die Grundausbildung beim V. Bataillon des Luftwaffenausbildungsregiments 3 in Roth. Anschließend absolvierte er die Offizierausbildung zum Offizier des Truppendienstes im Dienstbereich Objektschutz der Luftwaffe an der Offizierschule der Luftwaffe in Fürstenfeldbruck. Von 1981 bis 1984 studierte er Pädagogik an der Hochschule der Bundeswehr Hamburg und wurde Diplom-Pädagoge.
Nach Verwendungen als Zugführer und Personaloffizier hatte Frevel seine erste Führungsverwendung als Kompaniechef der 13. Kompanie des Luftwaffenausbildungsregiments 2 in der Eifel-Maar-Kaserne in Ulmen. Von 1990 bis 1993 war er in seiner ersten Ministerialverwendung Personalführeroffizier im Referat P IV 3 im Bundesministerium der Verteidigung in Bonn. Anschließend absolvierte Frevel in den Jahren 1993 bis 1995 den 38. Generalstabslehrgang Luftwaffe an der Führungsakademie der Bundeswehr in Hamburg, wo er zum Offizier im Generalstabsdienst ausgebildet wurde. Einer seiner Lehrgangskameraden war unter anderen der spätere Vorgänger auf Frevels jetzigem Dienstposten, Lutz Kohlhaus.

### Dienst als Stabsoffizier
1995 wurde Frevel Abteilungsleiter 1 im damaligen Luftwaffenführungsdienstkommando in seiner Geburtsstadt Köln. 1996 wechselte er zurück in das ihm bekannte Referat P IV 3 im Bundesministerium der Verteidigung in Bonn als Personalführerstabsoffizier und anschließend ins damalige Personalamt der Bundeswehr ins Referat II 2. 1999 übernahm Frevel die Führung über das Objektschutzbataillon der Luftwaffe in Wittmund. 2002 ging er erneut ins Bundesministerium der Verteidigung als Referent Organisation Luftwaffe beim Führungsstab der Luftwaffe, Referat I 4. 2005 wurde Frevel ins Einsatzführungskommando der Bundeswehr versetzt als Abteilungsleiter J 1 (Personal). Nach einem Auslandseinsatz (siehe unten) wurde er 2008 Dezernatsleiter im Personalamt der Bundeswehr in Köln und 2010 Referatsleiter für Infrastruktur und Stationierung der Luftwaffe im Referat I 4 des Führungsstabs der Luftwaffe des Bundesministeriums der Verteidigung. Im neu aufgestellten Kommando Luftwaffe in Köln übernahm Frevel 2012 die Unterabteilungsleitung 3 I (Personal/Ausbildung).

### Dienst als General
Im August 2016 wurde Frevel, als Oberst i. G. und Nachfolger von Lutz Kohlhaus, Abteilungsleiter der für Personal, Organisation und Ausbildung zuständigen Abteilung 3 im Kommando Luftwaffe. Auf diesem Dienstposten erfolgte die Ernennung zum Brigadegeneral. Zum 1. Oktober 2021 übernahm er den Dienstposten des Stellvertreters des Kommandierenden Generals und Chef des Stabes im Luftwaffentruppenkommando und wurde zum Generalmajor befördert.
Am 27. März 2025 wurde Frevel in Köln von Generalleutnant Günter Katz verabschiedet und im April 2025 in den Ruhestand versetzt.

### Auslandseinsätze
- 2008: Acht Monate Chef des Stabes JMCO bei der United Nations Mission in Sudan in Juba, heutiges Südsudan